# Cosimo Imperiali
Cosimo Imperiali (Gênova, 24 de abril de 1685 - Roma, 13 de outubro de 1764) foi um cardeal do século XVIII

## Biografia
Nasceu em Gênova em 24 de abril de 1685. O mais novo dos quatro filhos do Doge Ambrogio Imperiale e Marzia (Maria) Centurione. Os outros irmãos eram Michele, Francesca e Lorenzo. Seu primeiro nome também está listado como Cosmas e como Cosmus; e seu sobrenome Imperiale e Imperialis. Sobrinho-neto do cardeal Lorenzo Imperiali (1652). Sobrinho do cardeal Giuseppe Renato Imperiali (1690). Primo do cardeal Giuseppe Spinelli (1735).
Estudou no Seminário Jesuíta Romano ..
Ingressou na prelazia romana como referendário dos Tribunais da Assinatura Apostólica da Justiça e da Graça, em 13 de março de 1710; e 5 de fevereiro de 1725. Governador de Rieti, 27 de outubro de 1710 até 1713. Admitido na nobreza genovesa, 22 de novembro de 1710. Governador de Sabina, 12 de janeiro de 1713 até 1717. Governador de Città di Castello, 8 de maio de 1717 até 1720. Governador de Ascoli, 16 de dezembro de 1720 até 1721. Governador de Fermo, 16 de julho de 1721 até 1725. Governador de Civitavecchia, 5 de fevereiro de 1725 até 1730. Governador de Campagna e Marittima (Frosinone), 9 de fevereiro de 1730 até 1732 Governador de Viterbo, 28 de junho de 1732 até 1734. Governador de Perugia, 4 de setembro de 1734 até 1738. Governador de Marche, 19 de abril de 1738 até 1741. Clérigo da Câmara Apostólica, 23 de junho de 1741; e como tal prefeito dos Arquivos, 30 de junho de 1741; e prefeito doAnona , 9 de setembro de 1743 a 7 de janeiro de 1747. Vigário de S. Maria na Via Lata, fevereiro de 1744-1747. Governador de Roma e vice-camerlengo da Santa Igreja Romana, de 14 de abril de 1747 a 26 de novembro de 1753..
Criado cardeal sacerdote no consistório de 26 de novembro de 1753; recebeu o chapéu vermelho em 29 de novembro de 1753; e o título de S. Clemente, 10 de dezembro de 1753. Foi atribuído à SS. CC. da Sagrada Consulta , Bom Governo, Disciplina Regular, Reforma dos Tribunais. Concedeu dispensa para ser cardeal presbítero sem ter recebido ordens menores e maiores, em 24 de setembro de 1754. Recebeu o diaconato em 8 de dezembro de 1754. Participou do conclave de 1758, que elegeu o Papa Clemente XIII. Optou pelo título de S. Cecília, em 12 de fevereiro de 1759. Protetor da Irmandade de San Giovanni Battista dei Genovesi, Roma, 1759. Fundou seis capelanias na igreja de S. Giovanni de' Genovesi, que tinham a obrigação de instruir os fiel nos mistérios da religião católica e nos deveres cristãos. Camerlengo do Sagrado Colégio dos Cardeais, 25 de janeiro de 1762 até 24 de janeiro de 1763..
Morreu em Roma em Sábado, 13 de outubro de 1764, às 20h15, de um attacco di petto , após receber os sacramentos da Igreja, em Roma. Exposto em seu título, onde ocorreu o solene funeral, na presença do Papa e do Sagrado Colégio dos Cardeais; a absolvição final foi dada pelo cardeal Pietro Girolamo Guglielmi; e enterrado nessa mesma igreja, com um honroso epitáfio colocado por sua sobrinha Marzia Imperiali Centurioni..